# Panzoult
 Panzoult  es una población y comuna francesa, situada en la región de  Centro, departamento de Indre y Loira, en el distrito de Chinon y cantón de Île-Bouchard.

## Demografía
| 627 | 554 | 525 | 481 | 551 | 564 |
| Para los censos de 1962 a 1999 la población legal corresponde a la población sin duplicidades (Fuente: INSEE [Consultar]) |     |     |     |     |     |